# Mercetaspis baluchistanensis
Mercetaspis baluchistanensis är en insektsart som först beskrevs av Rao 1939.  Mercetaspis baluchistanensis ingår i släktet Mercetaspis och familjen pansarsköldlöss.
Artens utbredningsområde är Pakistan. Inga underarter finns listade i Catalogue of Life.